# Ctenarytaina eucalypti
Ctenarytaina eucalypti är en insektsart som först beskrevs av William Miles Maskell 1890.  Ctenarytaina eucalypti ingår i släktet Ctenarytaina och familjen rundbladloppor. Inga underarter finns listade i Catalogue of Life.